# Harpactea dashdamirovi
Harpactea dashdamirovi är en spindelart som beskrevs av Peter Mikhailovitch Dunin 1993. Harpactea dashdamirovi ingår i släktet Harpactea och familjen ringögonspindlar.
Artens utbredningsområde är Azerbajdzjan. Inga underarter finns listade i Catalogue of Life.